# 吸血鬼同盟
《吸血鬼同盟》（日語： / 英語：）是日本漫畫家環望的日本漫畫作品，於Media Factory的雜誌《Comic Flapper》2006年1月號開始連載，已於2012年10月號連載完結。作品在美國、韓國、台灣、泰國都有代理出版。第二部從《Comic Flapper》2014年1月號開始連載。
於2010年1月改編為電視動畫。

## 劇情簡介
過著普通高中生活的鏑木晃，原來在小時候訂立了交換盟約。與此同時，吸血鬼女王米娜·柴佩西在東京灣出現，並建設架空都市「吸血鬼同盟（Vampire Bund）」，開展了充斥魔幻的愛情與戰鬥故事。

## 出場人物
廣播劇CD版聲優與電視動畫版本相同。

### 主要人物
維爾翰米娜・芙拉特・柴佩西（聲：悠木碧）
通稱「米娜」，柴佩西現任的公主，繼承真祖血脈的吸血鬼女王。雖然外形是小女孩，但是已經生存了很長一段時間( 估計至少400歲以上 )，擁有高超的政治手腕。
相當重視人類與自己的臣民。
對於自己的僕人曉有著深深的愛意，不過為了保護吸血鬼女王的血統而有著不能不和真祖的三個支族結婚的宿命，所以兩人無法結合。
「顯身」後的樣貌為身材姣好的美人，與母親露克蕾琪亞極為相似，不過並不希望這件事被三大支族知曉。( 小女孩的樣貌能作為無法成功受孕的藉口 )
曉・鏑木・列根多夫（聲：中村悠一）
地之一族。為米娜公主效力的人狼少年。10歲時和米娜公主相遇時，約定一定會在她身邊，但本人完全不記得。( 此為動畫版劇情限定 )
知道無法結合之後，決意為了所愛的公主，無論面對什麼樣的逆境都會作為公主的騎士成長。
作品中主要是用片假名表示其名的，「曉」的名字表示法是在漫畫第31話「男兒當自強」第一次出現。
三枝由紀（聲：齋藤千和）
鏑木曉的同班同學。對曉抱有戀慕心，不過卻被拒絕了告白並且知道了曉和米娜公主之間的羈絆。此後與晃一直保持著朋友的關係，也和米娜公主成了最好的朋友。
被吸血鬼特區的每個人作為米娜的好友而被信賴著。在學校從屬於文藝部，同時擔任學生會幹事。
興趣是寫BL小說（主人公原型為鏑木曉），不可思議的是那本小說在吸血鬼中（米娜主僕中）流行了起来，由紀也被她們尊稱為“大師”。

### 吸血鬼同盟
薇拉朵絲（聲：甲斐田裕子）
通稱「薇拉」，本名「薇拉朵絲・卡門西塔・拉卡修」。公主貼身僕人兼工作祕書，負責安排公主外交事務。
本是人類，因為仰慕米娜公主的母親露克蕾琪亞而自願成為吸血鬼。
與西絲蒂莉卡為舊識，亦也是將她轉化成吸血鬼的人，但西絲蒂莉卡執著於追求更高的地位也使兩人從此走向不同的道路。
最後由她親手斬殺西絲蒂莉卡。
漫畫版最後因無法原諒自己曾經聽從「另一個米娜」的命令而將自身封於冰中，並由奈麗、奈拉、奈蘿三人暫時代替其職位。
奈麗（聲：喜多村英梨）
米娜公主的女僕，黑直長髮的女性，武器為電鋸。
奈拉（聲：渡邊明乃）
米娜公主的女僕，短髮的女性，武器為鐮刀。
奈蘿（聲：谷井明日香）
米娜公主的女僕，褐色長髮的女性。

### 地之一族（人狼）
沃爾夫岡・列根多夫（聲：中田讓治）
曉的父親，人狼騎士團的領導者。
個性冷徹、公私分明，晃被三支族派出的殺手追殺時，下令屬下不得幫助當時仍有心理障礙而無法殺人的晃。

### 三支族
羅傑曼（聲：濱田賢二）
三支族之一，爵位為大公。
穿著看似西洋貴族。
過去與李、伊瓦諾維聯手發起叛亂，並殺死了米娜公主的母親露克蕾琪亞。
左眼戴著眼罩，不過在過去掀起叛亂時並未戴上。
是提出以各派出手下的殺手去殺曉的死亡遊戲的提案者。
領地位於南美洲亞馬遜一帶，而在北美洲的美國擁有設施。動畫版中擁有一隻名為忘憂宮的船，加上其名字，證明家族來自德國（普魯士）。
李（聲：武虎）
三支族之一，爵位為大公。
穿著看似中國清朝貴族。
常用扇子遮擋住嘴部。
領地位於中國。
明梅是他的妹妹，亦是李大公家真正的繼任人。
因為Pied Piper，第三部被迫和Katie合作。
伊瓦諾維（聲：隈本吉成）
三支族之一，爵位為大公。
過去化名為拉斯普京擾亂沙俄國政。
相較於羅傑曼和李，言詞顯得較為粗魯。
外形蒼老，穿著黑色長袍並戴著十字架。
領地位在俄羅斯。
似乎是個戀童癖，異常執著於安娜塔西亞公主。( 推測是因為幼年時期的她與米娜有幾分相似 )
西絲蒂莉卡（聲：釘宮理惠）

### 人類
東雲奈奈美（聲：伊藤靜）
學生會會長，起初極力反對包括米娜在內的吸血鬼就讀該學校，後因為被吸血鬼襲擊而成為吸血鬼，還被西絲蒂莉卡所操控，但最後成為米娜公主的女僕。
喜歡讓，對他有男女愛慕之情，後將讓也轉化成吸血鬼並和他成為戀人。
讓（聲：伊藤實華）
從小受東雲奈奈美的照顧，是鄰居關係但感情非常好，後因奈奈美下落不明而求助米娜公主等人，最後自願成為吸血鬼和奈奈美一同成為米娜公主的僕人。
久世僚平（聲：千葉進步）
晃和由紀的同班同學。
美刃（聲：小林優）
動畫版原創人物。平日在曉的高中徘徊，時常用故弄玄虛的言行迷惑其對公主的忠誠。時常攜帶著裝有糖果的罐，其中可作遠射武器使用。原形為森之一族人虎的後裔。
環老師（聲：環望）
動畫版原創人物，本名環望，漫畫家。( 其實就是本作品的作者 )

### 其他
露克蕾琪亞
米娜的母親，與「顯身」後的米娜極為相似。
似乎和三支族以外的人結合而生下米娜，被三支族以不遵守古老的盟約和玷污柴佩西家公主的血統為理由而將其殺害。

## 用語
吸血鬼
本故事的主要角色，包含了各種傳說裡的特徵。本來只在人類社會中隱密活著，但隨著吸血鬼同盟的成立，吸血鬼開始活躍。基本上有長生不老的能力，但沒法承受天然光照射，重要器官如心臟受激烈損傷更會化為灰。同時，本能有自我破壞的衝動。味覺與正常人類完全不同，不清楚血液以外的味道。人被吸血的話，會感染一種吸血鬼病毒，72小時內化作同類。
吸血鬼之間有絕對的等級制度。被吸血者對吸血者、平民對貴族、以及貴族對作為祖先王族的人，都必須無條件服從，亦會被禁制肉體上直接攻擊的意識。
真祖
在吸血鬼中繼承最古老血液的家族系列，通過血液增加。雖然有超過100個主要的王室支族，主要是柴佩西家，但只剩三個支族，羅傑曼、李和伊瓦諾維。
柴佩西以外的99個支族是為保護柴佩西之女而製造的劣化品。
顯身
將內心的特質表現於外在，是吸血鬼特有的形態，也是吸血鬼的真正姿態。吸血鬼的顯身後模樣都是由心而生，每個吸血鬼的真正姿態都與自己的內心相符。平常吸血鬼都是變成人類的模樣出入社會，但當吸血鬼遇到緊急狀況時，就會選擇顯身來提高自身的戰鬥力（顯身後各項能力應該會增加）。
無牙族
拒絕吸人血的吸血鬼，全部都拔掉了自己的獠牙。厭倦過去罪孽和攻擊的性格，使他們變得柔和與勤奮，希望令吸血鬼的歷史給予變化。吸血鬼同盟的誕生都要在他們支持下才成事。
東京0號填海區
又稱東京新特區，米娜公主創立的吸血鬼特區，通稱吸血鬼同盟。依照東京灣第七次改造海灣計劃，建設在大田區和品川區的外海上。它是總面積約1651公頃，擁有十萬以上人口的人工島。在其寬廣的腹地上，高樓大廈林立，行政區、商業區、工業區等都顯示出島上的繁榮。然而，在地面下有一片更大的空間擴展著，且大部分人都不知道這件事。那裡是逃避陽光、依戀黑暗的吸血鬼們真正的安息之地，是為了無法成為人類的吸血鬼們所設的巨大棺槨，一個究極的地下社會。
搖籃
地之一族
能變身為狼的族群，可以是半人半獸的狀態或完全獸化。幾乎都是男性，儘管有像塔季揚娜的女性，但化裝為人時只能是男性。
可以跟人類女性發生關係並誕下子孫，但只有部分男性會繼承地之一族能力。產生地之一族的孩子對女性的身體有著非常大的負擔。曉的母親正是為了誕下兒子，下半生都要在輪椅上生活。（有一個方法可以令生產的兒女是狼人，就是以狼人的型態去和女性交配。）
天生身體素質和五官感覺都出色，也有十分強的復甦力。然而，銀原素是族群共同的弱點。
另外，因五官感覺敏銳，對辛辣味覺完全沒有抵抗力。
連理之枝
試練之儀
ベイオウルブス
迪洛梅亞

## 出版書籍
吸血鬼同盟
| 冊數 | Media Factory  | Media Factory          | 東立出版社     | 東立出版社             |
| 冊數 | 發售日期       | ISBN                   | 發售日期       | ISBN                   |
| ---- | -------------- | ---------------------- | -------------- | ---------------------- |
| 1    | 2006年6月23日  | ISBN 4-8401-1397-1     | 2007年1月15日  | ISBN 986-11-9269-7     |
| 2    | 2006年12月22日 | ISBN 4-8401-1646-6     | 2007年4月27日  | ISBN 978-986-11-9270-3 |
| 3    | 2007年6月23日  | ISBN 978-4-8401-1917-7 | 2007年12月31日 | ISBN 978-986-10-0299-6 |
| 4    | 2007年11月20日 | ISBN 978-4-8401-1971-9 | 2008年5月19日  | ISBN 978-986-10-1009-0 |
| 5    | 2008年6月23日  | ISBN 978-4-8401-2233-7 | 2008年9月25日  | ISBN 978-986-10-2110-2 |
| 6    | 2008年12月22日 | ISBN 978-4-8401-2508-6 | 2009年6月18日  | ISBN 978-986-10-2983-2 |
| 7    | 2009年7月23日  | ISBN 978-4-8401-2584-0 | 2010年2月10日  | ISBN 978-986-10-4093-6 |
| 8    | 2009年12月22日 | ISBN 978-4-8401-2951-0 | 2010年6月30日  | ISBN 978-986-10-5461-2 |
| 9    | 2010年3月23日  | ISBN 978-4-8401-2991-6 | 2010年10月4日  | ISBN 978-986-10-5462-9 |
| 10   | 2010年11月22日 | ISBN 978-4-8401-3399-9 | 2011年7月13日  | ISBN 978-986-10-6863-3 |
| 11   | 2011年3月24日  | ISBN 978-4-8401-3780-5 | 2012年4月13日  | ISBN 978-986-10-7558-7 |
| 12   | 2011年9月22日  | ISBN 978-4-8401-4041-6 | 2012年8月6日   | ISBN 978-986-10-8872-3 |
| 13   | 2012年3月23日  | ISBN 978-4-8401-4445-2 | 2013年8月19日  | ISBN 978-986-10-9933-0 |
| 14   | 2012年10月23日 | ISBN 978-4-8401-4741-5 | 2014年1月22日  | ISBN 978-986-324-491-2 |

吸血鬼同盟外傳（ダイブ イン ザ ヴァンパイアバンド）
| 冊數 | Media Factory | Media Factory          | 東立出版社    | 東立出版社             |
| 冊數 | 發售日期      | ISBN                   | 發售日期      | ISBN                   |
| ---- | ------------- | ---------------------- | ------------- | ---------------------- |
| 1    | 2010年1月23日 | ISBN 978-4-8401-2964-0 | 2011年1月21日 | ISBN 978-986-10-6797-1 |
| 2    | 2013年3月23日 | ISBN 978-4-8401-5037-8 | 2014年7月10日 | ISBN 978-986-332-263-4 |

吸血鬼同盟之斯萊基漢默的追憶（ダンス イン ザ ヴァンパイアバンド スレッジ・ハマーの追憶）
| 冊數 | Media Factory  | Media Factory          | 東立出版社    | 東立出版社             |
| 冊數 | 發售日期       | ISBN                   | 發售日期      | ISBN                   |
| ---- | -------------- | ---------------------- | ------------- | ---------------------- |
| 1    | 2013年3月23日  | ISBN 978-4-8401-5038-5 | 2014年4月9日  | ISBN 978-986-324-120-1 |
| 2    | 2013年8月23日  | ISBN 978-4-8401-5308-9 | 2015年3月17日 | ISBN 978-986-348-121-8 |
| 3    | 2013年12月21日 | ISBN 978-4-04-066120-9 | 2015年10月6日 | ISBN 978-986-348-122-5 |

吸血鬼同盟II SCARLET ORDER
| 冊數 | Media Factory  | Media Factory          | 東立出版社     | 東立出版社             |
| 冊數 | 發售日期       | ISBN                   | 發售日期       | ISBN                   |
| ---- | -------------- | ---------------------- | -------------- | ---------------------- |
| 1    | 2014年4月23日  | ISBN 978-4-04-066550-4 | 2015年8月27日  | ISBN 978-986-431-811-7 |
| 2    | 2014年8月23日  | ISBN 978-4-04-066836-9 | 2016年10月27日 | ISBN 978-986-431-812-4 |
| 3    | 2014年12月23日 | ISBN 978-4-04-067226-7 | 2017年9月18日  | ISBN 978-986-431-813-1 |
| 4    | 2015年4月23日  | ISBN 978-4-04-067514-5 |                |                        |

吸血鬼同盟III A.S.O.

## 電視動畫
从2010年1月开始在全国独立U局、AT-X播放。

### 工作人员
- 監督：新房昭之
- 系列構成：吉野弘幸
- 人物设计、總作画監督：紺野直幸
- 系列导演：園田雅裕
- 機械设计：MEIMU、小林德光
- 美術監督：東厚治
- 色彩設計：西表美智代
- 攝影監督：藤田智史
- 音響監督：鶴岡陽太
- 音樂：土橋安騎夫
- 製片人：浅香敏明、大澤信博
- 动画製作：SHAFT
- 製作：Vampire Bund行政府（Media Factory、AT-X、flying DOG、GENCO）

### 主題曲
片頭曲「フレンズ」（朋友；#02～#06、#08～#11）
作詞：NOKKO；作曲：土橋安騎夫；編曲：藤田淳平；歌：中野愛子〔此歌原唱為Rebecca Eri Rabone(Becky)1995〕
同時為#07、#12的片尾曲。
片尾曲「爪痕」（爪痕；#01～#03、#06、#08～#11）
作詞：中野愛子；作曲、編曲：藤田淳平；歌：hibiku（山村響）
同時為#12的片头曲。

### 每集列表
| 話數                       | 日文標題                                                    | 中文標題                   | 劇本     | 分鏡                                        | 演出                                     | 作畫監督                                                                | 片尾插畫         |
| -------------------------- | ----------------------------------------------------------- | -------------------------- | -------- | ------------------------------------------- | ---------------------------------------- | ----------------------------------------------------------------------- | ---------------- |
| #01                        |                                                             | 舞會之夜                   | 吉野弘幸 | MEIMU                                       | 龍輪直征                                 | 福世孝明 田中穰 高野晃久                                                | MEIMU            |
| #02                        | ハウリング Howling                                          | 咆哮                       | 吉野弘幸 | 園田雅裕                                    | 園田雅裕                                 | 安藤正浩 宮田奈保美 福世孝明                                            | 小林盡           |
| #03                        | ティーン ウルフ Teen Wolf                                   | 狼少年                     | 吉野弘幸 | 園田雅裕                                    | 木村寛                                   | 安藤正浩 宮田奈保美 福世孝明                                            | 小原愼司         |
| #04                        | インタビュー ウィズ ヴァンパイア Interview With Vampire     | 採訪吸血鬼                 | 吉野弘幸 | 鎌仲史陽                                    | 鎌仲史陽                                 | 安藤正浩 福世孝明                                                       | 狐印             |
| #05                        | シャドウ オブ ヴァンパイア Shadow of Vampire                | 吸血鬼之陰影               | 吉野弘幸 | 羽多野浩平                                  | 森義博                                   | 小林利充                                                                | せんむ           |
| #06                        | フロム ダスク ティル ドーン From Dusk till Dawn             | 殺出個黎明                 | 吉野弘幸 | 鎌仲史陽                                    | 鎌仲史陽                                 | 安藤正浩 松本文男                                                       | 大羽快           |
| #07                        | イノセント ブラッド Innocent Blood                          | 無辜之血                   | 吉野弘幸 | 中澤勇一                                    | 木村寛                                   | 中澤勇一                                                                | 屡那             |
| 特別篇 ～Special Edition～ | 特別篇 ～Special Edition～                                  | 特別篇 ～Special Edition～ | 吉野弘幸 | MEIMU 園田雅裕 鎌仲史陽 羽多野浩平 中澤勇一 | 龍輪直征 園田雅裕 木村寛 鎌仲史陽 森義博 | 福世孝明 田中穣 高野晃久 安藤正浩 宮田奈保美 小林利充 松本文男 中澤勇一 | -                |
| #08                        | ニア ダーク Near Dark                                       | 接近黑暗                   | 横谷昌宏 | 龍輪直征                                    | 龍輪直征                                 | 鎌田均 岩崎安利 高野晃久                                                | カサハラテツロー |
| #09                        | ロストボーイ Lost Boy                                       | 迷失的男孩                 | 横谷昌宏 | 川原智弘                                    | 木村寛                                   | 福世孝明 安藤正浩 松本文男                                              | 有馬啟太郎       |
| #10                        | ワルプルギスの夜 Walpurgis Night                            | 五朔節前夜                 | 吉野弘幸 | 田中雄一                                    | 森義博                                   | 鎌田均 小林利充                                                         | 中央東口         |
| #11                        | アンーダワールド Underworld                                 | 地下世界                   | 吉野弘幸 | 小林智樹                                    | 鎌仲史陽                                 | 福世孝明 松本文男 枡井一平 清水惠藏                                     | 氷川へきる       |
| #12                        | ダンス イン ザ ヴァンパイアバンド Dance In The Vampire Bund | 在同盟中舞動               | 吉野弘幸 | 羽多野浩平                                  | 羽多野浩平                               | 福世孝明 松本文男 須賀重行 岩崎安利                                     | 環望             |

### 放送局
| 放送地域 | 放送局       | 放送期間                     | 放送日時                            | 放送系列       |
| -------- | ------------ | ---------------------------- | ----------------------------------- | -------------- |
| 日本全域 | AT-X         | 2010年1月7日 - 2010年4月1日  | 星期四 9時00分 - 9時30分 （有重播） | CS放送         |
| 千葉縣   | 千葉電視台   | 2010年1月10日 - 2010年4月4日 | 星期日 24時00分 - 24時30分          | 独立UHF局      |
| 神奈川縣 | 神奈川電視台 | 2010年1月10日 - 2010年4月4日 | 星期日 25時30分 - 26時00分          | 独立UHF局      |
| 埼玉縣   | 埼玉電視台   | 2010年1月11日 - 2010年4月5日 | 星期一 25時00分 - 25時30分          | 独立UHF局      |
| 愛知縣   | 愛知電視台   | 2010年1月12日 - 2010年4月6日 | 星期二 25時28分 - 25時58分          | 東京電視台系列 |
| 東京都   | TOKYO MX     | 2010年1月12日 - 2010年4月6日 | 星期二 25時30分 - 26時00分          | 独立UHF局      |
| 兵庫縣   | SUN電視台    | 2010年1月13日 - 2010年4月7日 | 星期三 26時10分 - 26時40分          | 独立UHF局      |

## 外部連結
- （日語） 電視動畫官方網站
- （日語） Media Factory的搜尋結果
- （日語） Comic Flapper說明

1. ↑  . 夠Yeah.   [2024-06-21]. （原始内容存档于2011-09-04）.